# Karabudachkent
Karabudachkent (in russo Карабудахкент?; in lingua cumucca: Къарабудагъгент) è un villaggio della Russia situato nel Daghestan. Appartiene al rajon Karabudachkentskij di cui è il centro amministrativo.
Il villaggio si trova 12 km a ovest del Mar Caspio e 30 km a sud della città di Machačkala.